# Cimetière de Saint-Lô
Le cimetière de Saint-Lô est le cimetière communal de Saint-Lô dans le département de la Manche. Il se trouve rue du Général-Gerhardt. Il est organisé en vingt divisions. L'écrivain Octave Feuillet y est inhumé.

## Histoire et description

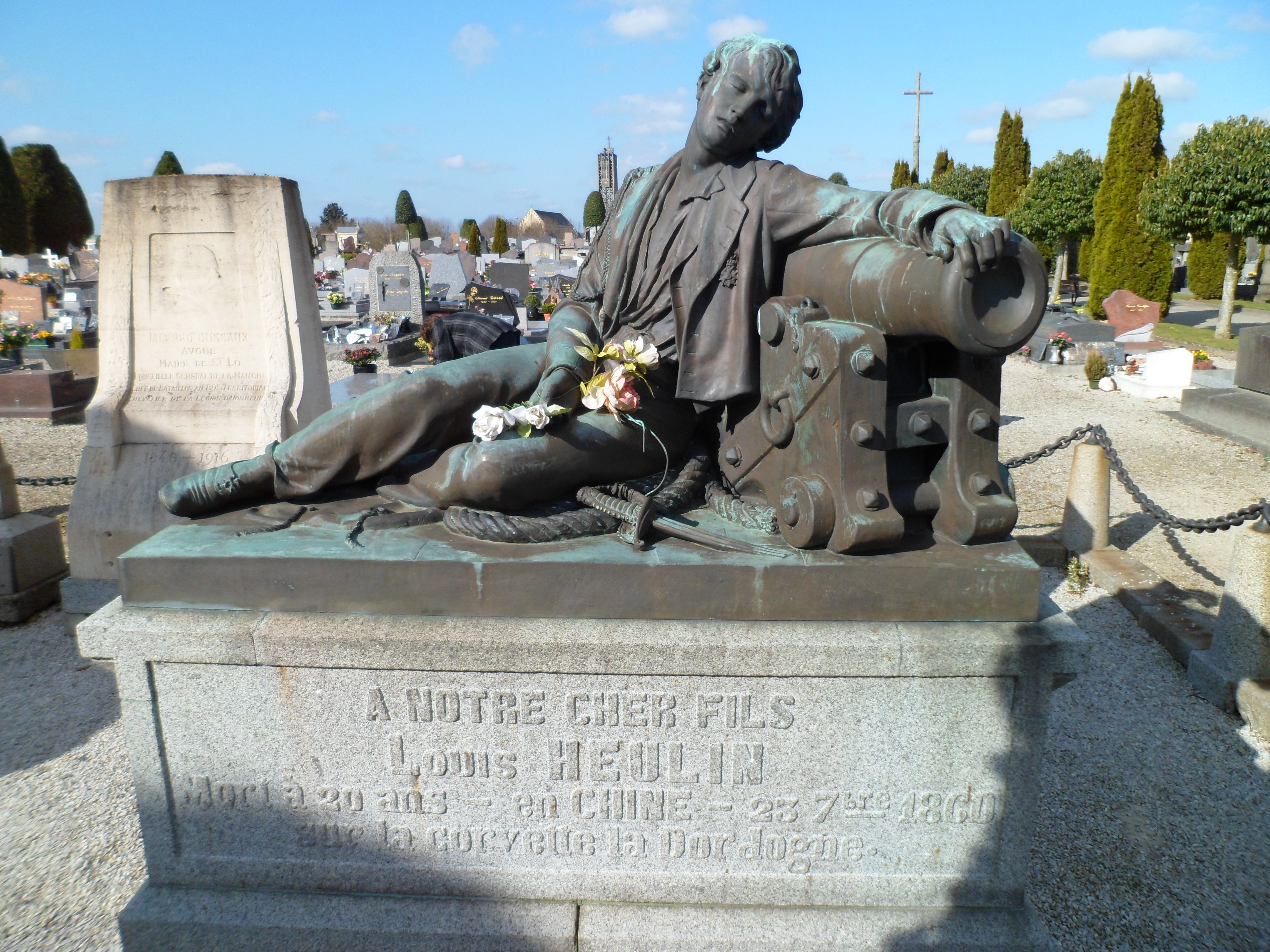
Sarcophage de Louis Heulin (1840-1860).

Ce cimetière abrite près de cinq mille sépultures. Il s'étend sur 6 hectares sur un terrain plat et peu arboré. Il est d'aspect austère, mais présente encore quelques tombes anciennes intéressantes, comme la chapelle Blanchet en forme de temple grec qui servit de QG aux Américains en juin 1944, la chapelle Defrance de style néo-antique, le sarcophage de Louis Heulin, figuré sculpté en bronze appuyé sur un canon, œuvre de Jules Franceschi (1863), ou le dolmen soutenu par deux allégories de la mort des riches négociants Letenneur.
On remarque un grand carré destiné aux victimes civiles du bombardement allié du 6 juin 1944. Le cimetière possède un carré militaire restauré par le Souvenir français en 1987-1988 avec deux cent vingt neuf stèles et un monument aux morts de la guerre franco-prussienne représentant une pleureuse (œuvre de Paul Cabet), et un monument aux morts représentant un main tenant une torche. 

## Personnalités inhumées

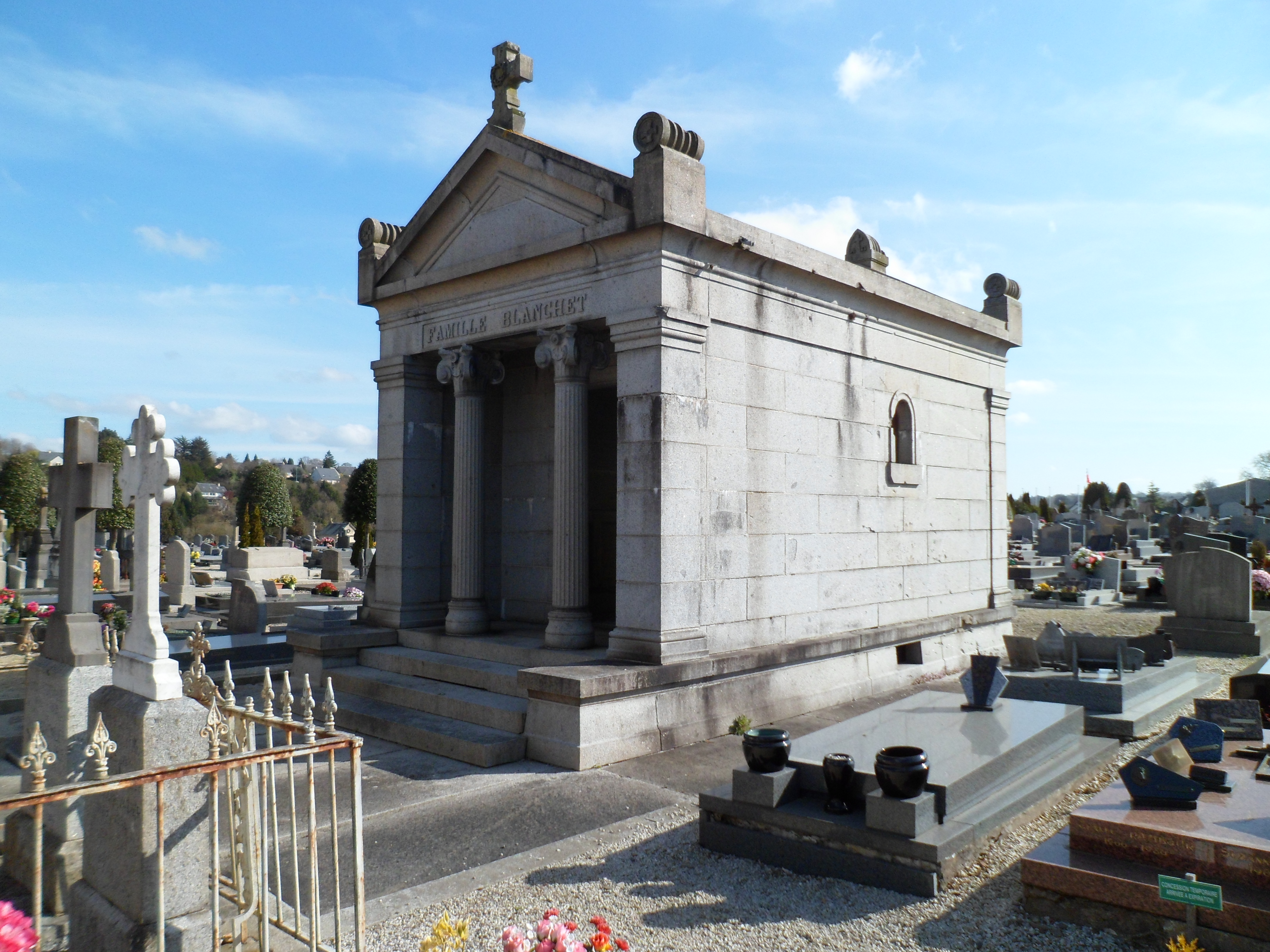
Chapelle de la famille Blanchet en forme de temple grec.

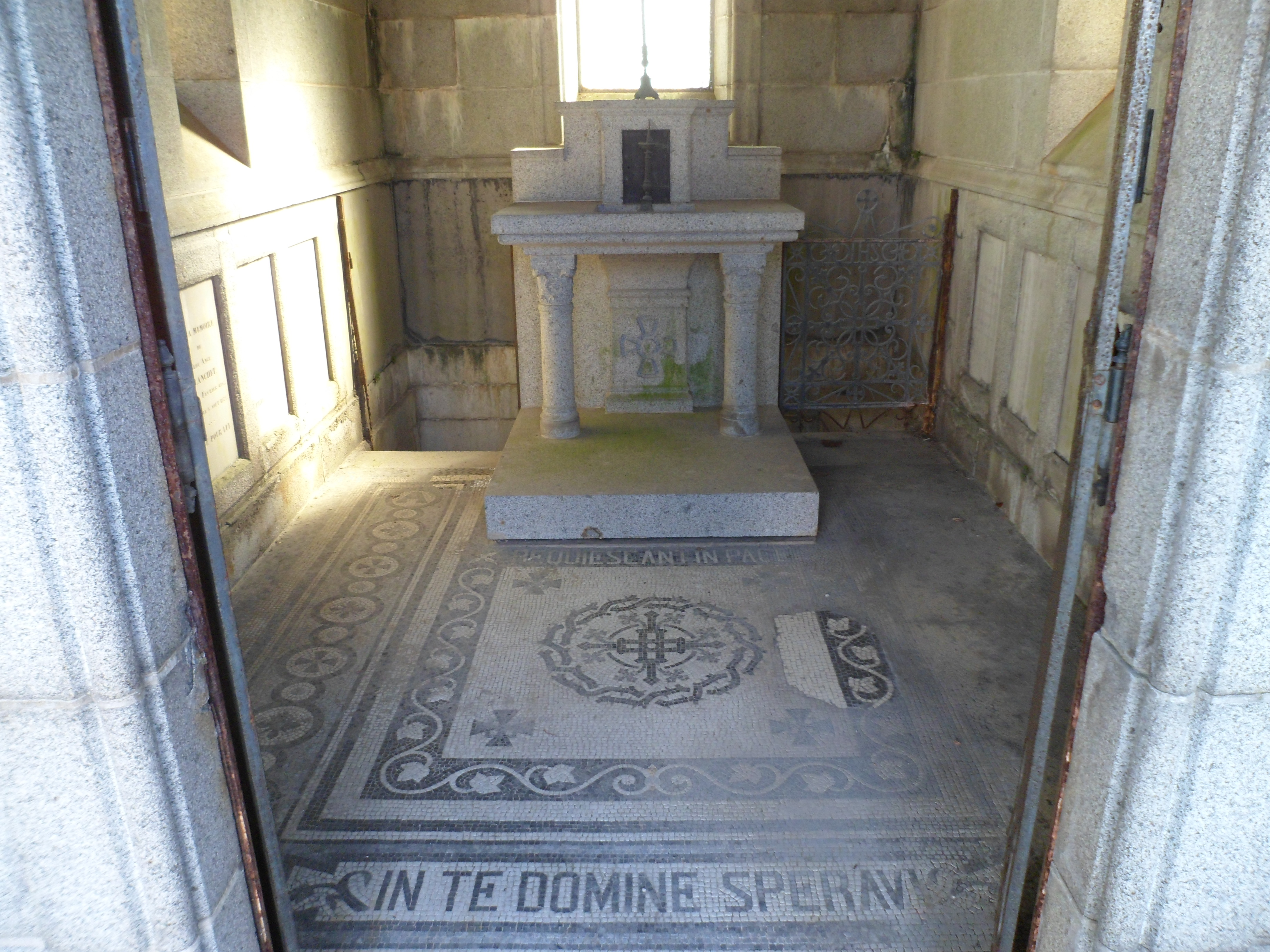
Intérieur de la chapelle Blanchet.

- Général Michel Jacques François Achard (1778-1865); il repose dans la chapelle de la famille de son beau-père, le général Luc Dagobert de Fontenille (1736-1796, inhumé quant à lui à Perpignan)
- Alexandre Blanchet (1817-1867), chirurgien en chef de l'institution des sourds-muets (chapelle-mausolée[3] en forme de temple grec)
- Général Luc Dagobert de Fontenille (1736-1794), militaire (chapelle)
- Madeleine Déries (1895-1924), première femme titulaire d'un (double) doctorat
- Alfred Dussaux (1848-1916), maire de Saint-Lô
- Émile Énault (1871-1926), journaliste et personnalité politique
- Roger Ferdinand (1898-1967), dramaturge
- Octave Feuillet (1821-1890), écrivain; avec son épouse et cousine née Valentine Dubois, romancière et fille d'un maire de Saint-Lô[2]
- Mgr Hamel, camérier de Léon XIII
- Louis Heulin (1840-1860), aspirant de marine de la corvette La Dordogne, mort au combat en Chine (sculpture)
- René-Gabriel Jacqueline (1889-1957), maître-imprimeur
- Mgr Bernard Jacqueline (1918-2007), nonce apostolique, fils du précédent
- Eugène Leseney (1931-2014), architecte et artiste
- Daniel de Losques (1880-1915), dessinateur et soldat tué au combat en Lorraine (colonne de marbre brisée)
- Mercédès Para (née Hélène-Aimée Viel, 1895-1973), journaliste au Courrier de la Manche et au Cherbourg-Éclair, espionne et agent-double
- Jean Patounas (1916-1994), chirurgien, résistant, maire de Saint-Lô
- Daniel Saint (1778-1847), peintre miniaturiste

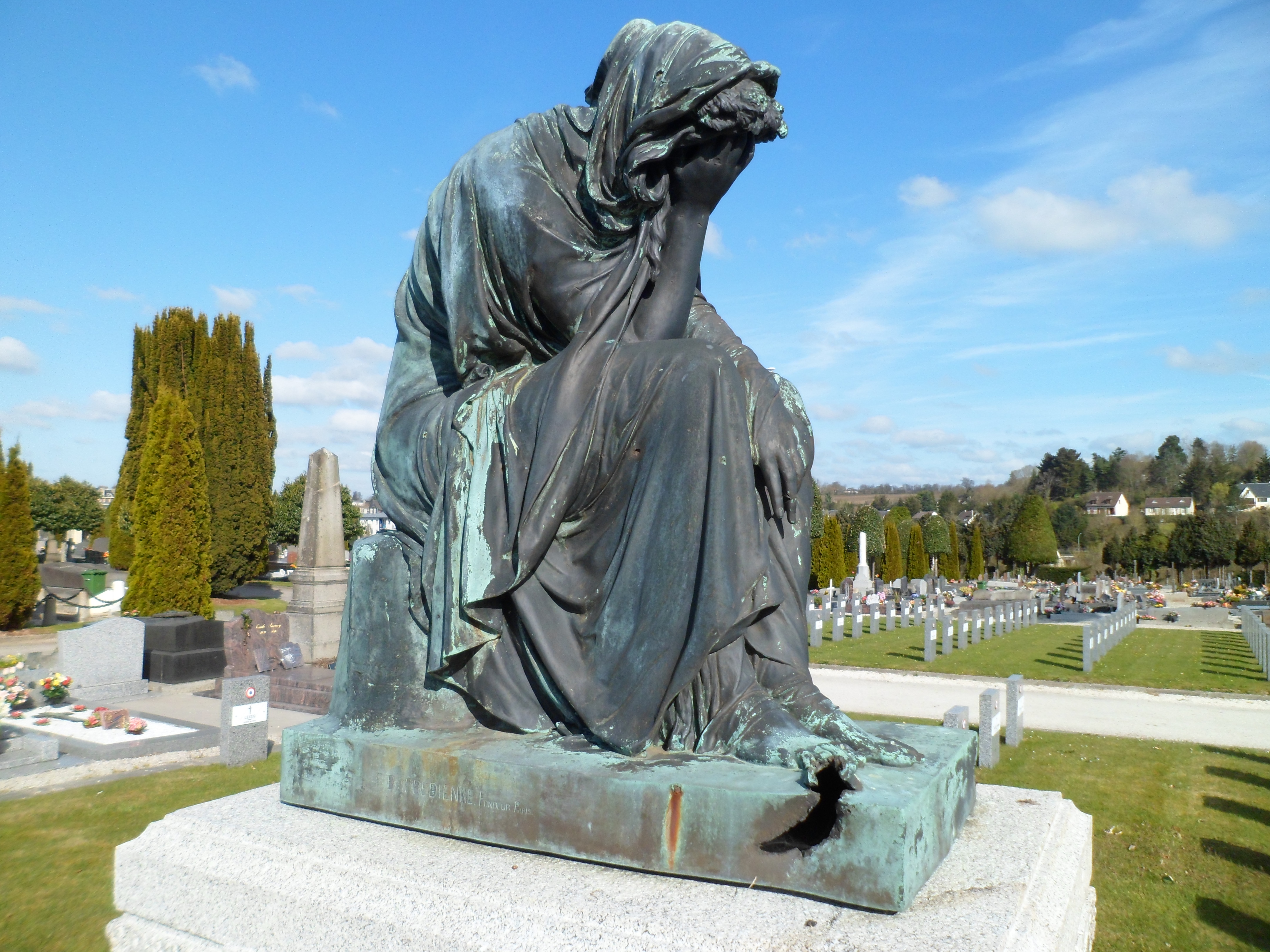
La Pleureuse du monument au morts de la guerre de 1870.
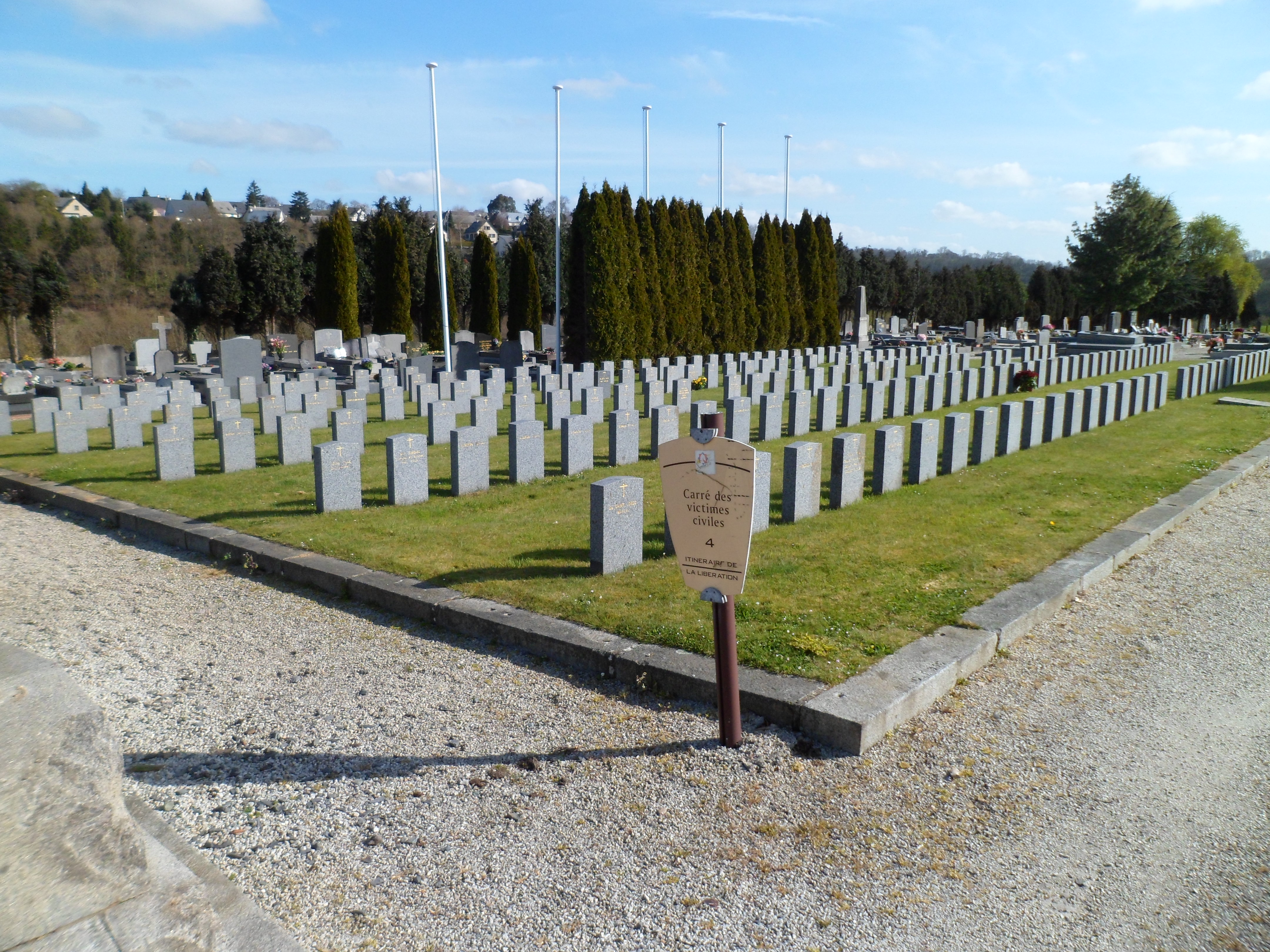
Carré des victimes civiles du bombardement allié du 6 juin 1944.
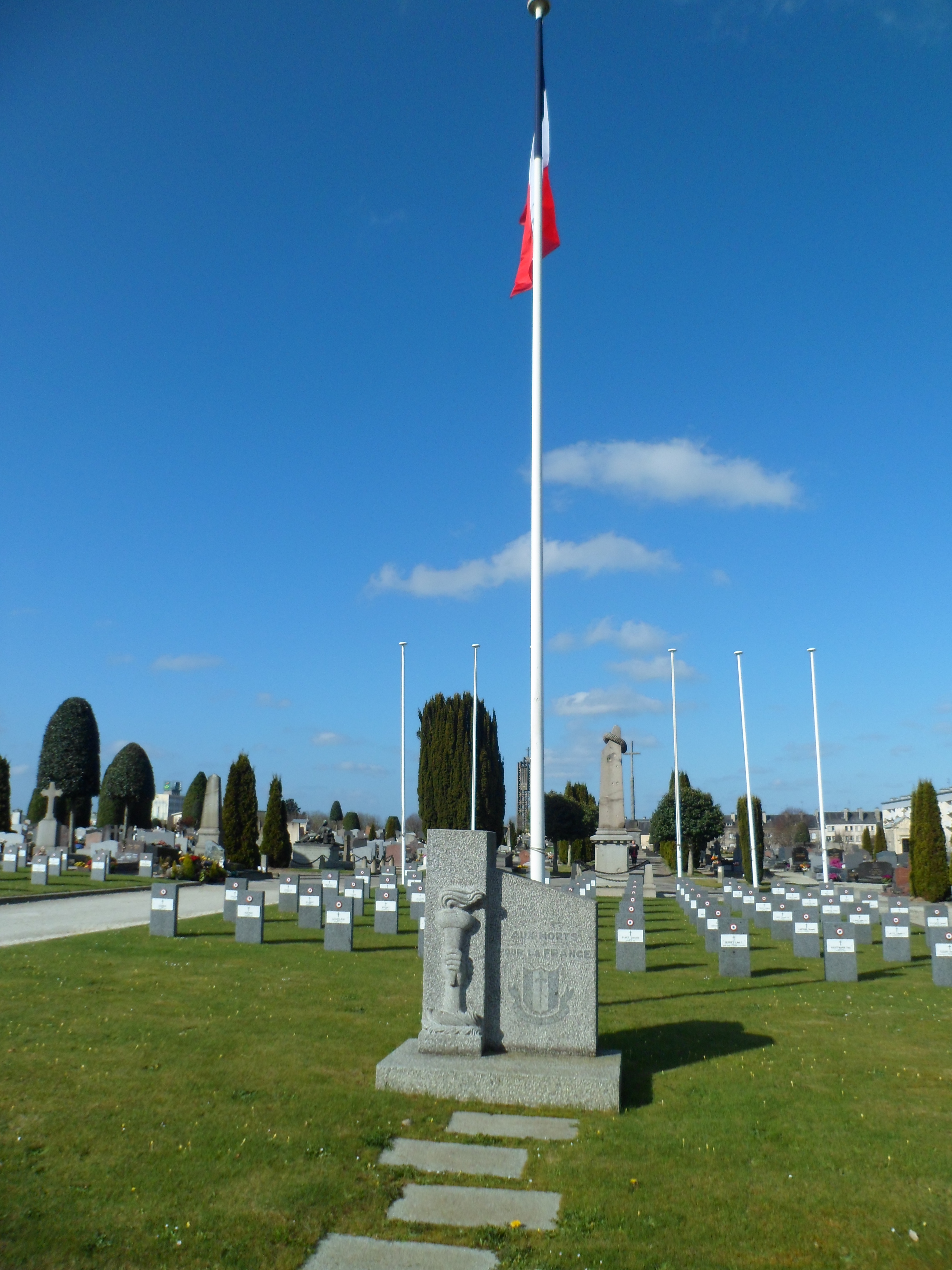
Monument aux morts du Souvenir français.
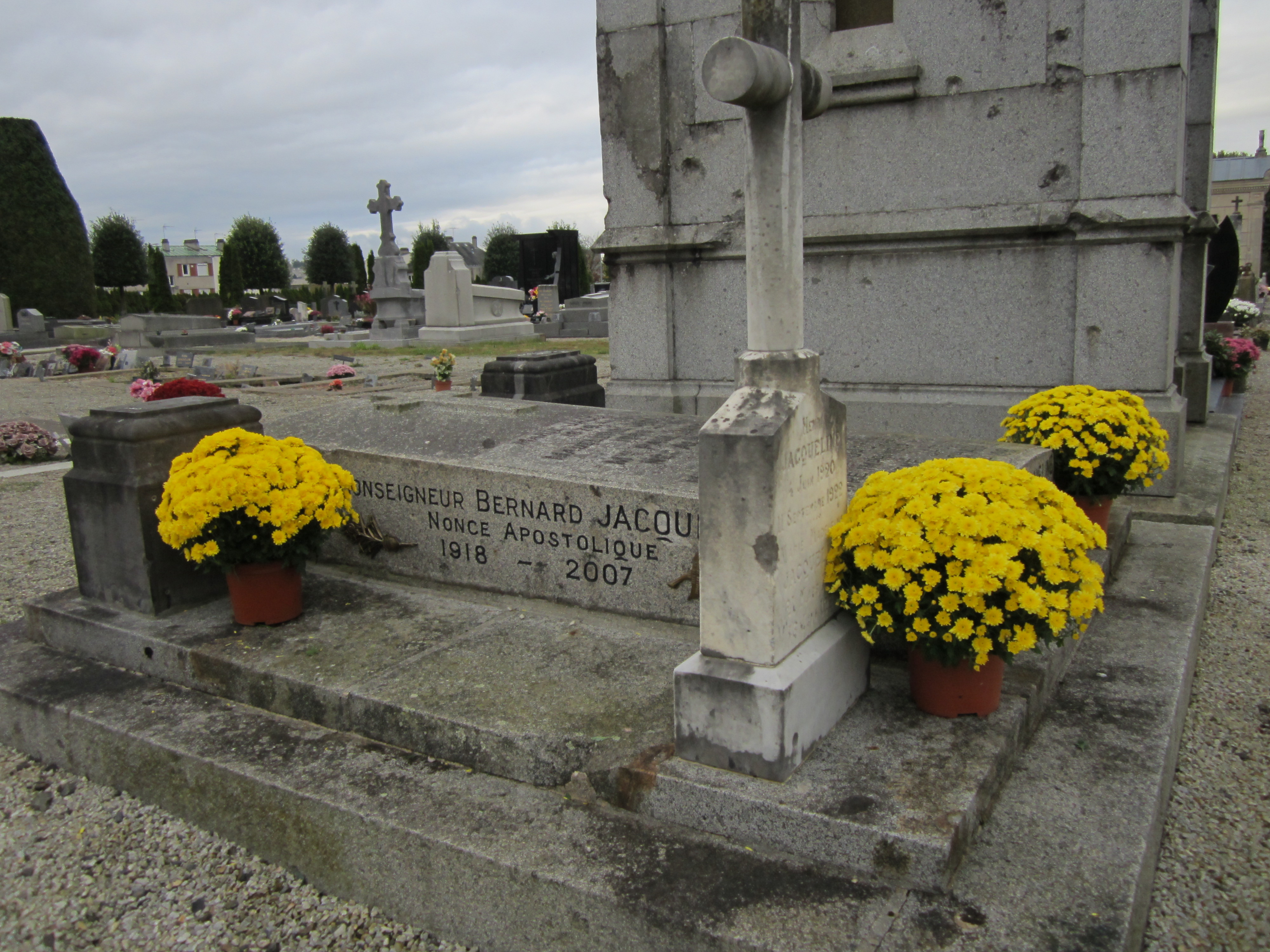
Tombe de Mgr Jacqueline.